# Сожжение книг
Сожже́ние книг — уничтожение книг в огне.
Сожжение книг в прошлом нередко совершалось публично с целью продемонстрировать отрицательное отношение к сжигаемой литературе.

## В древности
Один из наиболее ранних «библеоклазмов» устроил по совету Ли Сы китайский император Цинь Ши Хуан в 221 г. до н. э. Учёных же он велел живыми закопать в землю. Ирония состояла в том, что вскоре после этого его династию свергли неграмотные простолюдины. Из-за уничтожения книг Сыма Цянь испытывал огромные сложности с источниками при сочинении своей хроники «Ши цзи».

## В христианской традиции
В 35 году после проповеди апостола Павла в Эфесе «из занимавшихся чародейством довольно многие, собравши книги свои сожгли пред всеми; и сложили цены их, и оказалось их на пятьдесят тысяч драхм» (Деян. 19:19).
В каноническом праве существует норма, принятая в 680 году на Шестом Вселенском Соборе:

Повести о мучениках, врагами истины лживо составленные, дабы обесславить Христовых мучеников и слышащих привести к неверию, повелеваем не обнародовать в церквах, но предавать оные огню. Приемлющих же оные или внимающих оным, как будто истинным, анафематствуем.
— 63-е правило Шестого Вселенского собора
Позднее Седьмой Вселенский собор (787 год) постановил, что подобные сочинения «должно отдавать в епископию Константинопольскую, дабы положены были с прочими еретическими книгами».

### Католическая церковь
Католической церковью в Средние века неоднократно устраивались публичные сжигания Талмуда. Талмуд в последней половине XVI века был публично сожжён не менее шести раз.
При диктаторе Флоренции с 1494 по 1498 Савонароле практиковался костёр тщеславия. Савонарола организовал отряд мальчиков, которые врывались в знатные дома с целью следить за исполнением 10 заповедей, бегали по городу, отбирая игральные карты, кости, светские книги, флейты, духи и тому подобные вещи; потом всё это предавалось торжественному сожжению.
В 1499 году в Гранаде кардинал-инквизитор Хименес де Сиснерос отдал приказ о сожжении всех арабских манускриптов, за исключением медицинских.

### Русская православная церковь
В 1284 году в русской «Кормчей книге» (сборнике церковных и светских законов) появляется следующая норма:

Если кто будет еретическое писание у себя держать, и волхованию его веровать, со всеми еретиками да будет проклят, а книги те на голове его сжечь.

В 1690 году Собор под председательством патриарха Иоакима анафематствовал «хлебопоклонническую ересь» и осудил на сожжение сочинение Феодора Медведева «Манна», в которой утверждалось, что в таинстве евхаристии хлеб и вино претворяются в тело и кровь в момент произнесения священником слов Христа.

## В иудаизме
После того как противники Маймонида обратились в инквизицию с просьбой расследовать ересь, инквизиция сожгла сочинения Маймонида в 1234 году (см. Йона Геронди). В XVIII веке в некоторых еврейских общинах сжигались обвинённые в ереси книги Моше Хаима Луцатто и Моисея Мендельсона.

## В буддизме
Сожжение буддийских сутр практиковалось в школе дзэн, но это не было проявлением фанатизма, а было стремлением учителей «вызвать в ученике прорыв к „просветлению“». Это связано с тем, что считалось, что просветление необходимо искать не в культовых предметах и религиозных символах, а в «„истинной природе“ человека, которая и есть „природа Будды“». С помощью сожжения сутр учителя устраняли у последователей учения привязанности к символам и образам, тем самым указывая на один из основных дзэнских принципов о передачи пробуждения «от сердца к сердцу без опоры на письменные знаки». Профессор Генрих Дюмулен отмечал, что, вероятно, дзэнские монахи «участвовали в легкомысленной игре, в основе которой лежал их личный опыт и который символизировал их невообразимую свободу». Через некоторое время после сжигания ученики опять читали буддийские сутры. Сжигание сутр патриархами школы наиболее ярко проявилось в Китае в VIII—IX веках в южной школе шестого патриарха Хуэйнэна и в эпоху Сун (960—1279), особенно в XII веке данной эпохи. Дзэнский мастер Вон Кью-Кит указывал на то, что основатель дзэн, Бодхидхарма, также просил своих учеников сжигать его тексты, потому что замечал, как ученики «становились рабами слов вместо того, чтобы практиковать учение, выраженное словом».

## В нацистской Германии
Широко известна массовая акция сожжения книг 10 мая 1933 г. в Германии (такие акции проводились и позднее).
Сотни студентов, профессоров, членов СА и СС уничтожали на костре книги «антинемецких» авторов: Зигмунда Фрейда, Эриха Кестнера, Генриха Манна, Карла Маркса, Курта Тухольского и многих других.
В память о сожжении книг в нацистской Германии на Оперной площади (ныне — Бебельплац) в Берлине был в 1995 открыт памятник работы израильского скульптора Михи Ульманна.
После поражения Германии в войне союзники в рамках денацификации провели массовое уничтожение нацистской литературы (в том числе полному уничтожению подлежали все школьные учебники времён нацизма).

## В СССР
После депортации чеченцев и ингушей в 1944 году на площадях Грозного жгли книги на чеченском, ингушском и арабском языках. Из остальных книг вырывались или замазывались страницы с упоминанием коренных народов Чечено-Ингушетии.

## В Румынии
После того, как румынские войска в 1941 году заняли Бессарабию, новая румынская администрация проводила политику румынизации. Частью этой политики было изъятие и сожжение книг в местных библиотеках. Сожжению подлежали все книги, написанные не на румынском языке (в том числе на дореформенном русском и европейских языках).
В Кишинёве было сожжено 1 200 000 томов, в Тирасполе — 250 000. В Бельцком уезде румынские войска сожгли 15 вагонов книг. Кроме литературы изъятию и уничтожению подлежали граммофонные пластинки. В список обязательных для изъятия входили пластинки с песнями из фильмов «Весёлые ребята», «Цирк» и «Дети капитана Гранта».

## В США
В 1946 году жители Бингемтона сожгли ряд комиксов, опасаясь, что они распространят среди американской молодёжи «моральную развращённость».
В 1954 году после публикации книги Фредерика Вертам «Совращение невинных» случаи сожжения комиксов прошли по всей стране.
В 2001 году в США минимум 6 раз сжигались книги о Гарри Поттере.
В сентябре 2010 года минобороны США скупило и сожгло весь тираж книги Операция «Тёмное сердце», написанной бывшим сотрудником разведки Энтони Шеффером.

### Сожжение Корана пастором Терри Джонсом
11 июля 2010 года пастор Терри Джонс объявил о намерении сжечь Коран. Это решение вызвало широкую негативную реакцию, его осудили Ватикан, Генсек ООН Пан Ги Мун, страны исламского мира, Индонезия, Иран, Индия, Госсекретарь США, Генеральный прокурор США, Генсек НАТО, руководители некоторых религиозных конфессий США, командующий коалиционными войсками в Афганистане генерал Петреус и другие. 9 сентября к пастору обратился президент США Барак Обама.
После этого Джонс отказался от сожжения Корана. Однако другие два пастора всё-таки сожгли два Корана 11 сентября.
20 марта 2011 года Джонc всё же сжёг Коран в одной из церквей Флориды, что спровоцировало радикальных исламистов на массовые беспорядки в Афганистане, включая убийства людей.

## В современной России

### Сожжение книг частными лицами и проправительственными организациями
По словам журналиста, директора Информационно-аналитического центра «СОВА» А. Верховского, 5 мая 1998 года по распоряжению епископа Екатеринбургского и Верхотурского Никона были сожжены во дворе епархиального Духовного училища книги известных православных богословов XX века протопресвитеров Александра Шмемана, Иоанна Мейендорфа, Николая Афанасьева и протоиерея Александра Меня. Однако позднее было указано на неточность информации журналистов, поскольку «было сожжено четыре книги, которые по авторству приписывать можно Меню, но на них не было пометок священноначалия о том, что они изданы по благословению, а проповеди, которые они содержали, содержали явно натяжки в совершенно вольной трактовке Священного Предания».
В 2002 году члены молодёжного движения «Идущие вместе» установили муляж унитаза перед зданием ГАБТ, после чего в нём были сожжены специально отпечатанные брошюры выдержками из книг Владимира Сорокина. Акция была связана с подписанием контракта между писателем и Большим Театром. Впрочем, по утверждению авторов акции, книги были не сожжены, а утоплены. Аналогичная акция с участием книг Сорокина (также Эдварда Радзинского и Владимира Соловьёва) была проведена в 2008 году, уже Союзом Православных Хоругвеносцев.
В июне 2012 года два монаха Троице-Сергиевой Лавры публично сожгли две тысячи экземпляров книги профессора А. И. Осипова «Посмертная жизнь» («Из времени в вечность: посмертная жизнь души»), подаренных лавре Сретенским монастырём, так как в данном издании, по их мнению, есть фрагменты, не соответствующие православному учению. Данная книга была одобрена к публикации Издательским советом Русской православной церкви. 15 июля 2012 года этот поступок был осуждён Духовным Собором Троице-Сергиевой лавры. Один из монахов был отправлен в скит на покаяние.

### Сожжение книг по распоряжению государственных органов
В ноябре 2015 года от полномочного представителя президента в Северо-Западном федеральном округе Андрея Травникова поступило поручение правительству Республики Коми, в котором говорилось, что Фонд Сороса реализовывал программы, «целью которых является популяризация среди молодёжи чуждых российской идеологии установок, формирования в молодёжной среде искажённого восприятия отечественной истории». В связи с этим предписывалось изъять из библиотек «учебные издания, не имеющие соответствующих рекомендаций Минобрнауки РФ и других уполномоченных государственных органов». В ответ на запрос интернет-журнала «7x7» и. о. министра образования и молодёжной политики республики Коми, сообщила, что во исполнение этого поручения из фондов библиотек была изъята и уничтожена литература, изданная в рамках проекта Фонда Сороса «Обновление гуманитарного образования в России». В Воркутинском горно-экономическом колледже литература была «уничтожена путём сожжения». И. о. министра также сообщила, что литература из другой библиотеки изъята и будет уничтожена, а третьему образовательному учреждению было рекомендовано также изъять литературу.

## На Украине
14 марта в 2010 г. пророссийские политические движения (в частности, ПСПУ и молодёжный фронт «Прорыв») на митинге в Симферополе выступили с требованием реализовать волю граждан Украины, выраженную на референдуме 17 марта 1991 года, о вхождении Украины в союзное государство с РФ и РБ. В этот же день на митинге представителями данных партий были сожжены учебники по новейшей истории Украины.

## В Исландии
Издательство Tunglið («луна» на исландском) публикует книги тиражом в 69 экземпляров только в ночь полнолуния. Те экземпляры, которые не распродаются на протяжении ночи, сжигаются. Владельцы издательства поясняют, что таким образом они полностью используют символическую энергию вышедших книг в течение нескольких часов, а не столетий.

## В произведениях искусства
- «451 градус по Фаренгейту» — научно-фантастический роман — антиутопия Рэя Брэдбери. Описывает тоталитарное общество, в котором все книги подлежат сожжению.
- «Манарага» — роман Владимира Сорокина, вышедший в 2017 году. Действие происходит в середине XXI века, когда в результате войн и технического прогресса старые печатные книги стали использоваться для разведения огня, на котором специально обученные повара готовят дорогостоящие деликатесы для богатых заказчиков[37].